# 築地町 (新宿区)
築地町（つきじちょう）は、東京都新宿区の町名。「丁目」の設定のない単独町名である。住居表示未実施地域。

## 地理
新宿区の北東部に位置する。町域北部は、水道町に接する。北東部から東部は、西五軒町に接する。南東部は、赤城元町に接する。南西部は、赤城下町に接する。西部は、改代町に接する。町域内は住宅地と商業地が混在しており、高層建造物も多く見られる。町域内には、印刷・製本関連の企業が点在している。

## 歴史
もと牛込村の一部で、沼地であった。済松寺の開基祖心尼が1650年（慶安3年）当地を拝領しており、祖心町と呼ばれた。承応期より埋め立てが進み、築地片町と呼ばれるようになった。1872年（明治5年）牛込築地町が成立し、1911年（明治44年）冠称を外して現在に至る。

## 世帯数と人口
2025年（令和7年）3月1日現在（新宿区発表）の世帯数と人口は以下の通りである。
- 世帯数 : 321世帯
- 人口 : 545人

### 人口の変遷
国勢調査による人口の推移。
| 年                 | 人口 |
| ------------------ | ---- |
| 1995年（平成7年）  | 470  |
| 2000年（平成12年） | 431  |
| 2005年（平成17年） | 469  |
| 2010年（平成22年） | 566  |
| 2015年（平成27年） | 558  |
| 2020年（令和2年）  | 535  |

### 世帯数の変遷
国勢調査による世帯数の推移。
| 年                 | 世帯数 |
| ------------------ | ------ |
| 1995年（平成7年）  | 199    |
| 2000年（平成12年） | 202    |
| 2005年（平成17年） | 260    |
| 2010年（平成22年） | 309    |
| 2015年（平成27年） | 319    |
| 2020年（令和2年）  | 320    |

## 学区
区立小・中学校に通う場合、学区は以下の通りとなる（2018年8月時点）。
- 区域 : 
  - 小学校 : 新宿区立江戸川小学校
  - 中学校 : 新宿区立牛込第三中学校

## 事業所
2021年（令和3年）現在の経済センサス調査による事業所数と従業員数は以下の通りである。
- 事業所数 : 58事業所
- 従業員数 : 593人

### 事業者数の変遷
経済センサスによる事業所数の推移。
| 年                 | 事業者数 |
| ------------------ | -------- |
| 2016年（平成28年） | 46       |
| 2021年（令和3年）  | 58       |

### 従業員数の変遷
経済センサスによる従業員数の推移。
| 年                 | 従業員数 |
| ------------------ | -------- |
| 2016年（平成28年） | 563      |
| 2021年（令和3年）  | 593      |

## その他

### 日本郵便
- 郵便番号 : 162-0818[3]（集配局 : 牛込郵便局[15]）。